# 奇洛埃岛

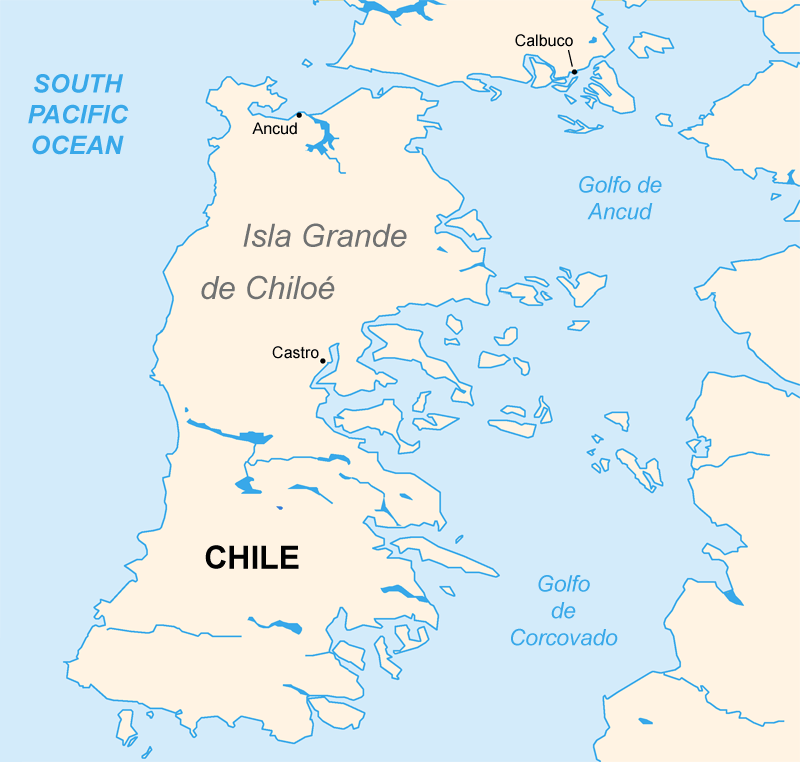
奇洛埃岛地圖

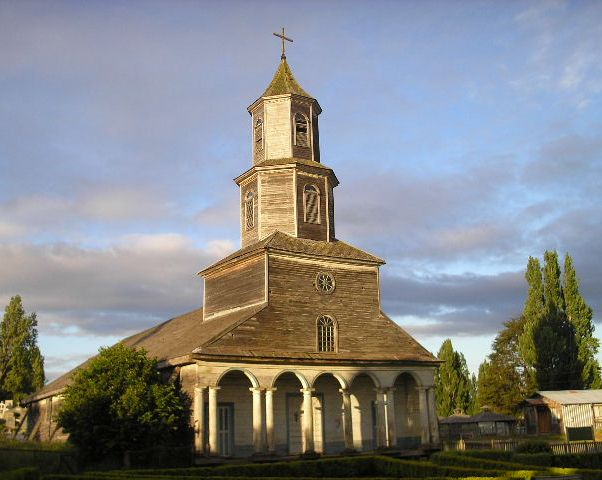
島上傳統風格的木製教堂

奇洛埃岛（Isla de Chiloé），又名大奇洛埃岛（Isla Grande de Chiloé），是智利中南部奇洛埃群岛中最大岛屿，属湖大区奇洛埃省，面积8394平方公里，人口154,775人（2002年）。首府卡斯楚市，位于该岛东岸。该岛北隔查考海峡与大陆相望，东为科尔科瓦多湾，南为乔诺斯群岛。
据考证，奇洛埃岛为馬鈴薯的主要原产地之一。

## 文化
由於奇洛埃島不論是歷史或文化上，都長期與智利本土隔絕，所以擁有與本土相異的自然、文化與生活樣貌。
前往奇洛埃島的耶穌會傳教士曾負責向當地居民傳福音，他們在17世紀初抵達奇洛埃，並在整個群島建造了許多小教堂。到1767年，島上已有79座，而如今，島上有150多座傳統風格的木製教堂，其中許多被聯合國教科文組織列為世界遺產。

## 交通
奇洛埃島和智利本土沒有橋樑連接，只能搭乘渡輪過海，雖然智利政府有計畫興建一座大橋，可以將通勤時間縮短成三分之一，但島上居民擔心外地觀光客與商人會破壞這邊的生活方式，便向政府強烈抗議，這座大橋最終沒有動工。